# Ahn Changho
Ahn Changho, auch An Ch’ang-ho, koreanische Aussprache: [antɕʰaŋho]; Hangul: 안창호; hanja: 安昌浩, Pseudonym Dosan (도산; 島 山) (geboren am 9. November 1878; gestorben am 10. März 1938), war ein Koreanischer Unabhängigkeits-Aktivist und einer der frühen Führer der koreanisch-amerikanischen Einwanderungsgesellschaft in den Vereinigten Staaten.
Nach seiner Rückkehr aus den Vereinigten Staaten im Jahr 1907 gründete er die Shinminhoe (New Korea Society). Sie war die wichtigste Organisation, die gegen die japanische Besetzung Koreas kämpfte. Er gründete 1913 in San Francisco die Junge Koreanische Akademie (흥사단; 興 士 團) und war ein wichtiges Gründungsmitglied der provisorischen Regierung der Republik Korea in Shanghai im Jahre 1919. Ahn ist vermutlich einer der beiden Männer, die den Text der Aegukga, der südkoreanischen Nationalhymne, verfassten. Neben seiner Arbeit für die Unabhängigkeitsbewegung wollte Dosan das koreanische Zeichen der Menschen und das gesamte soziale System von Korea reformieren. Die Bildungsreform und die Modernisierung von Schulen waren zwei Schlüsselbemühungen von Dosan. Er war der Vater von Philip Ahn und Susan Ahn Cuddy.

## Frühe Jahre
Ahn wurde als Ahn Ch'i-sam am 6. Tag des 10. Mondmonats 1878, in der Provinz Kangso Pyeongan, Süd-Pyongan, Nordkorea, geboren. Er gehört zu der Familie der Sunheung Ahn (순흥안 씨; 順興 安氏). Es wird angenommen, dass er seinen Namen auf Chang-ho änderte, als er in seinen Teenagerjahren öffentlich zu sprechen begann. 1894 zog Ahn nach Seoul, wo er im folgenden Jahr die Schule „Rette die Welt“ (Gusae Hakdang), eine von presbyterianischen Missionsarbeitern geförderte Schule von Horace G. Underwood und Rev. F. S. Miller, besuchte. Dosan trat schließlich zum Christentum über. Während seiner Studienzeit arbeitete er für Oliver R. Avison bei Jejungwon im Severance-Krankenhaus, der ersten medizinischen Einrichtung in Korea, aus der das erste medizinische Institut hervorging, das nun Teil des Yonsei University Medical Center ist.
Am 8. November 2013 wurde Dosan posthum ein Ehrendiplom der Yonsei University als Anerkennung für seine Teilnahme an der Gusae Hakdang als ehemaliger Student verliehen, neben seiner Arbeit dort als Assistent sowie für seine Arbeit in Jejungwon, während er im Gusae- und im Severance-Krankenhaus in den frühen 1900er Jahren gearbeitet hatte.

## Immigration nach Amerika
Im Oktober 1902 ging Ahn mit seiner Frau Helen nach San Francisco, um eine bessere Ausbildung zu erhalten. Während seiner Zeit in San Francisco wurde er Zeuge von Straßenkämpfen zweier koreanischer Ginsenghändler. Ahn war von diesem Erlebnis schockiert und ärgerte sich über seine Landsleute im Ausland; er fing an, diese Zeit in die Reform der lokalen koreanischen Diaspora zu investieren und stieg zu einem der ersten Führer der koreanisch-amerikanischen Gemeinschaft auf und darin mehr zu investieren.
Er gründete die Freundschaftsgesellschaft (Chinmoke Hoe) im Jahre 1903, die erste Gruppe, die ausschließlich für Koreaner in den Vereinigten Staaten organisiert wurde. Am 5. April 1905 gründete er die Rechtshilfe-Gesellschaft (MAS) (Kongnip Hyophoe), die erste koreanische politische Organisation in den Vereinigten Staaten. Die MAS wurde schließlich mit der Vereinigten Korean Society (Hapsong Hyophoe) in Hawaii verschmolzen, um Mitglied der Korean National Association (Daehan Kungmin Hoe) zu werden (대한 인 국민회; 大 韓人國 民 會). Im Jahre 1909 wurde die offizielle Vertretung der Koreaner in den Vereinigten Staaten bis zum Ende des Zweiten Weltkriegs in seine Hände gegeben.

## Zurück in Korea
Im Jahr 1926 reiste Dosan mit dem Schiff von San Pedro, Kalifornien, nach China und kehrte nie wieder in die Vereinigten Staaten zurück. Während Dosans antijapanischem Aktivismus in Korea wurde er verhaftet und daneben wegen seines Patriotismus sowie der Unabhängigkeitstätigkeiten mehr als fünfmal von den japanischen Imperialisten inhaftiert. Er wurde erstmals im Jahr 1909 im Zusammenhang mit Ahn Chung Guns Ermordung von Itō Hirobumi, dem japanischen Resident General von Korea, festgenommen. Dosan wurde gefoltert und in den Jahren seines Aktivismus oft bestraft. Im Jahr 1932 wurde er in Schanghai in Verbindung mit dem Yun-Bong-gil-Bombenanschlag auf den Hongkew Park (29. April 1932) festgenommen. Er war als eingebürgerter chinesischer Staatsbürger zu dieser Zeit illegal von der japanischen Polizei nach Korea ausgeliefert worden. Wegen des Verstoßes gegen japanische Gesetze und der Nichteinhaltung der Friedensgesetze wurde Dosan zu fünf Jahren Gefängnis in der Stadt Tajeon verurteilt. Er gab seine Liebe zu Korea nie auf und blieb stark und kämpfte für die Freiheit Koreas.
Viele hielten Ahn Chang-ho für den wichtigsten moralischen und philosophischen Führer Koreas im 20. Jahrhundert. In den Wirren, unmittelbar vor und während der japanischen Besetzung von Korea, forderte er die moralische und geistige Erneuerung des koreanischen Volkes durch Bildung als eine der wichtigsten Komponenten in seinem Kampf für Unabhängigkeit und Aufbau einer demokratischen Gesellschaft.
Im Jahr 1937 verhafteten die japanischen Behörden Ahn, aber aufgrund seiner Krankheiten wurde er 1938 entlassen. Er starb an der Universitätsklinik Kyungsung am 10. März desselben Jahres. Zu seinen Ehren wurde der Dosan Memorial Park in Seoul gebaut. Ein weiteres Denkmal zu seinen Ehren wurde in der Innenstadt von Riverside, Kalifornien errichtet. Ahns Familienhaus am 36. Platz in Los Angeles wurde von der University of Southern California restauriert und steht auf dem dortigen Campus. Dosan lebte allerdings nie in diesem Haus.
Im Jahr 2011 installierte die Ellis Island Foundation eine Gedenktafel zu Ehren Dosans, um den 100. Jahrestag seiner Ankunft in den Vereinigten Staaten zu feiern. Die Stadt Los Angeles hat die Gegend in der Nähe der Kreuzung von Jefferson Boulevard und Van Buren Place zu seiner Ehre „Dosan Ahn Chang Ho Square“ benannt. Das Hauptautobahnkreuz in der Innenstadt von Los Angeles, wo sich der 10. Freeway und der 110. Freeway treffen, wurde nach Ahn Chang-ho Dosan benannt. Eine der Bewegungen des Taekwondo, Do-San, wurde  nach ihm benannt.
Im Jahr 2012 wurde Ahn postum in die International Civil Rights Walk of Fame in der Martin Luther King, Jr. National Historic Site in Atlanta, Georgia aufgenommen. Sein Enkel Philip Cuddy nahm die Ehre bei der Zeremonie in Atlanta in Vertretung entgegen.
Am 8. November 2013 wurde Dosan posthum ein Ehrendiplom von der Yonsei University als ehemaliger Student und wissenschaftlicher Assistent an der Gusae Hakdang und für seine Arbeit im Severance Hospital und Jejungwon verliehen. Susan Cuddys Sohn nahm das Diplom in Seoul stellvertretend für Dosan an.

## Familie
- Helen Lee (Yi Hye Ryon), 1884–1969
- Philip Ahn, 1905–1978
- Phils Ahn, 1912–2001
- Susan Ahn Cuddy, 1915–2015
- Sura Ahn, 1917–
- Ralph Ahn, 1926–2022